# Zambrano (Bolívar)
Zambrano es un municipio de Colombia, situado en el norte del país, en el departamento de Bolívar, a orillas del Río Magdalena y ubicado en la llamada Baja Montaña Montemariana. Se sitúa a 168 km de Cartagena de Indias. En este municipio se encuentra el Puente Antonio Escobar Camargo que une a Plato (Magdalena) con la Subregión de los Montes de María, además de ser puerto fluvial de la subregión. Posee un único centro poblado: Capaca.

## Historia
En el diccionario Geográfico Agustín Codazzi registrado el nombre de don Álvaro de Zambrano como fundador de este municipio en el año de 1770, sobre el anterior resguardo de las familias de la tribu malibú dependiente de la villa de Tenerife. Fundamentalmente, también se hablan del delineamiento por parte de don Antonio de la Torre y Miranda, quien para el año 1776 delimitó área del vecino municipio del Carmen de Bolívar.
Zambrano fue erigido en Sitio en 1772, fue creado como municipio en el año de 1856 y perteneció a la provincia del Carmen y ratificado por la ordenanza n.º 04 de 1970.
Este municipio fue desde la era primitiva, un pueblo muy ligado al río magdalena como punto de transacciones mercantiles hacia la Subregión de los Montes de María a lo largo y ancho del río y con una mano de obra dedicada mayormente a la pesca y a los muchos oficios que este medio natural proporcionaba. Del trabajo indígena se pueden mencionar sitios arqueológicos, entre ellos, La Finca Bucarelia, constancia de esto las muchas excavaciones realizadas por el Arqueólogo Austriaco RICHEL DOLMATOFF. 
Simón Bolívar, visitó esta población en dos ocasiones; una de ellas en el año 1815 cuando el "Libertador" tenía una cita concertada con el general Manuel del Castillo y Radas, quien no acudió al encuentro partiendo entonces el "Libertador" hacia Cartagena con la intención de sitiarla. Simón Bolívar se hospedó en casa de la familia Campillo. Hoy por hoy existe esta vivienda completamente restaurada con el nombre de Casa Museo Bolivariana.
Existieron grandes fábricas de jabones, cigarrillos, mantequilla, productos que eran exportados hacia otras regiones por el río Magdalena y para la zona Montes de María a través de carreteables de aproximadamente 40 km totalmente destapados. En 1920 se inicia el transporte fluvial de carga y pasajeros con el barco a vapor "Hamburgo". Hasta la década de los setenta, Zambrano fue de primer orden fluvial a nivel nacional y atracadero de barcos de gran magnitud, tal como el "Santa Elena", "Capitán de Caro", "El Humbolt" y muchos más.
Su importancia de puerto se vio frenada ante el abandono agroindustrial del El Carmen de Bolívar a finales de los años 80' con las exportaciones de tabaco. Además, del puente que conecta a las poblaciones de los departamentos del Magdalena y el César lo cual arrinconó el acceso a la cabecera municipal y por ende, a su puerto.

## Geografía

### Límites Municipales
| Noroeste: San Jacinto       | Norte: San Juan Nepomuceno | Nordeste: Tenerife |
| Oeste: El Carmen de Bolívar |                            | Este: Plato        |
|                             | Sur: Córdoba Tetón         |                    |

### Descripción Física
El Municipio de Zambrano, hace parte de la Subregión Montes de María, Ubicada en la parte central del Departamento de Bolívar. Tiene aproximadamente 302 km², equivalentes a 30.200 ha. geográficamente está ubicado en la margen izquierdo del Río Magdalena a 60 km aguas arriba de la entrada del Canal del Dique.

#### Hidrología
El sistema hídrico municipal, pertenecen a la vertiente 3, constituida esta por las cuencas que nacen en los Montes de María y que drena sus aguas directamente hacia el Río Magdalena. Está compuesto por el Arroyo Alférez que desemboca en la Ciénaga Grande de Zambrano, Arroyo Mancomojan, Arroyo Raicero localizado al sudoeste de la cabecera Municipal, Arroyo Tacaloa (afluente del Arroyo Raicero), Arroyo Tosnovan (localizado al este de la cabecera Municipal). Ciénaga el Chivo, Ciénaga Larga, Ciénaga Salitral, Ciénaga Soledad, Ciénaga Tabacal, etc, su interacción e interrelación dependen de las condiciones climáticas de las regiones que componen el sistema y estado en que se encuentran después de cada periodo de estación la importancia de cada una de estas depende de la función que cumplen y el grado de alteración que han sufrido.

## División Político-Administrativa
Además, de su Cabecera Municipal. Zambrano tiene bajo su jurisdicción el centro poblado: Capaca.

### Veredas
El municipio tiene constituido las siguientes veredas:
Jesús del Río, Caño Negro, Cachipay, Callao, Bongal, Candelaria, Tosnovan, Florida, Casa Blanca, Playa de las Bestias, La Unión, Caña Larga, Delirio, Benitera, Bucarelia, San Francisco, Pereira, La Tuna, Puinta Pozo, La Estrella, Guasimal, La Esperanza, Salitral, Campo Alegre, Providencia, La Pianola, Isla Sura, Veranillo, Las Vegas, Cuba, entre otros.

## Economía
El municipio de Zambrano es eminentemente agrícola, gira alrededor de la agricultura tradicional, siendo el potencial actual los aluviones ( una planicie aluvial formada por los sedimentos y materiales que arrastra el río Magdalena, corresponde a esas áreas planas o ligeramente inclinadas llamadas islas y/o playas que retienen un potencial de materia orgánica que la hacen rica en nutrientes para la siembra de cultivos) y las playas donde se explotan los cultivos de serenos, la ganadería de doble propósito en pequeña escala, la pesca artesanal que es la actividad de mayor mercado en la región por la época de subienda y el aprovechamiento de los cuerpos de agua que rodean el Municipio, el comercio informal que presenta un desarrollo bajo con tendencia al crecimiento.
La generación de empleo que fomenta la Empresa Monterrey Forestal y la Administración Municipal; la vinculación de empresas vecinas caso de C.I. Tairona con el fomento del cultivo de tabaco negro tecnificado. El diario vivir de los Zambraneros se centra en ir y venir de los pequeños productores ubicados en las islas y playones, los campesinos que se desplazan a sus parcelas en Tierra firme y regresan por la tarde, los pescadores nocturnos que regresan y los diurnos que salen a su faena en busca del complemento alimenticio, los empleados directos e indirectos de Monterrey Forestal, los vendedores ambulantes de productos agrícolas y los conductores ubicando los vehículos en sus turnos para el desplazamiento hacia Plato(Magdalena), El Carmen de Bolívar, Córdoba etc.
La yuca es el principal renglón de explotación seguido por el maíz. Esta es cultivada de manera tradicional con variedades: venezolana, blanca mona y criolla, abasteciendo el mercado local y regional el maíz es para el consumo en mazorca verde y los derivados del mismo, en pequeña escala encontramos guayaba, mango, papaya. La Asociación de las empresas Asociativas de Trabajo, la constituyen las diez empresas mencionadas anteriormente, de las cuales forman parte 62 campesinos quienes tienen instalada 340 hectáreas de Gemelina asociadas con yuca, maíz, fríjol, ajonjolí. Para el año 2004 de acuerdo con el Subproyecto Agroforestal del Proyecto de la Alianzas Productivas para la Paz, está programado abrir 500 hectáreas de Gemelina y 250 hectáreas de cultivos transitorios (maíz, maní, ajonjolí). Dentro del gremio de pescadores contamos con tres agremiaciones: Cooperativa de Pescadores de Zambrano (Coopezam), con 175 socios, Asociación de Pescadores de Zambrano (Asopezam), con 60 socios y la Cooperativa Agrícola y Pesquera de Zambrano (Coopapez), con 30 socios. La pesca la realizan de manera artesanal en los distintos cuerpos de agua : Río Magdalena, Ciénaga Grande de Zambrano, Ciénaga de Salitral, Ciénaga de Blas Anillo, Ciénaga del Manglár, Ciénaga de Playoncito, Ciénaga de Caño Negro, las represas de Bongal, Florida, La Tuna y Tosnovan.

## Vías de comunicación
- Terrestres

Carretera Ruta del Sol III: la cual es la unión de la Transversal de los Contenedores y la Troncal del Magdalena. Esta la comunica con El Carmen de Bolívar, distancia se 39 km.
Además, de un carreteable asfaltada de 25 km que comunica con el Municipio de Córdoba Tetón.
- Fluviales

Río Magdalena, que nos comunica con todos los pueblos ribereños del Magdalena, Atlántico y el Departamento de Bolívar.
- Aéreas

Aeropuerto Las Mercedes (Ubicado en el Municipio de Plato) y Pista Monterrey Forestal (Privada).

## Biodiversidad
Al occidente del municipio existen vestigios de bosques secundarios, totalizados entre los 100 y 150 m s. n. m., la vegetación está conformada principalmente de, Trupillo, Aromo, Trébol y Dividivi. También existen al sur – este bosques artificiales plantados por la compañía Monterrey Forestal la cual es la dueña en la zona de unas 8000 hectáreas de las cuales 5400 se hallan reforestadas de acuerdo al siguiente hectareaje, 4000 ha de Ceiba roja, Melina, 1300 ha y 100 ha de Camajon, además incluye el aprovechamiento en actividades como apicultura, zoocría y ganadería y otras complementarias con la productividad del Bosque localizados en san Francisco con 23 ha se encuentra en el parque natural “Las Lauras”. Los suelos con uso agrícola o pecuario encierran parches de vegetación natural con estructura y tamaño heterogéneas y diferentes orígenes remanentes de vegetación por zonas en diferentes estadios sucesionales y cinturones de diversos tipos de vegetación riparias o en fajas alrededor de las Ciénagas y Corrientes de agua. A causa de la multiplicidad de hábitat – Ciénagas, Playones, Pantanos, Caños, Terrazas Inundadles, Zonas altas, colinas etc, el Municipio alberga una Fauna diversa y abundante de enorme importancia social, como quiera que un porcentaje significativo de la población complementa su dieta alimenticia. La ictiofauna localizable en el río Magdalena es diversa y abundante, pues se conocen más de 140 especies, sin embargo 30 de ellas son utilizadas como alimento y de estas solo 12 son objeto de comercialización, aunque en los últimos años la productividad, diversidad, tamaño y pesos promedios de captura se han reducido de manera ostensible. Las 12 especies antes mencionadas son: Vizcaína, Viejita, Arenca, sardina, Bocachico, Dorada, Comelón, Mojarra Azul, Mojarra Amarilla, Barbudo, Bagre, Doncella. La gran mayoría de estas especies de interés pesquero tiene su hábitat permanente en las ciénagas y solo se encuentra en el Río durante las migraciones reproductivas (Suviendas). 
En los bosques del Municipio se encuentra una gran variedad de Mamíferos, Reptiles, Anfibios y aves.

## Estructura organizacional municipal
| Zambrano     | Zambrano    | Zambrano                   |
| Departamento | Código DANE | Categoría municipal (2022) |
| ------------ | ----------- | -------------------------- |
| Bolivar      | 13894       | Sexta                      |

- Personería: Es un centro del Ministerio Público de Colombia que ejerce, vigila y hace control sobre la gestión de las alcaldías y entes descentralizados; velan por la promoción y protección de los derechos humanos; vigilan el debido proceso, la conservación del medio ambiente, el patrimonio público y la prestación eficiente de los servicios públicos, garantizando a la ciudadanía la defensa de sus derechos e intereses.

El actual Personero municipal es x (2024-2027).
- Concejo Municipal: Es la suprema autoridad política del municipio. En materia administrativa sus atribuciones son de carácter normativo. También le corresponde vigilar y hacer control político a la administración municipal. Se regulan por los reglamentos internos de la corporación en el marco de la Constitución Política Colombiana (artículo 313) y las leyes, en especial la Ley 136 de 1994 y la Ley 1551 de 2012.

Constituido por 11 concejales por un periodo de 4 años. 
- Alcaldía Municipal: En esta se encuentra la administración municipal y las entidades descentralizadas del municipio.

El Alcalde se pronuncia mediante decretos y se desempeña como representante legal, judicial y extrajudicial del municipio. El actual Alcalde municipal es Gabriel Murillo Argel (2024-2027), elegido por voto popular.
- JAL. Sin constitución alguna en los corregimientos del municipio.

## Servicios públicos
- Energía Eléctrica: Afinia, del grupo EPM, es la empresa prestadora del servicio de energía eléctrica.
- Gas Natural: Surtigas es la empresa distribuidora y comercializadora de gas natural en el municipio.